# Mont Camerun

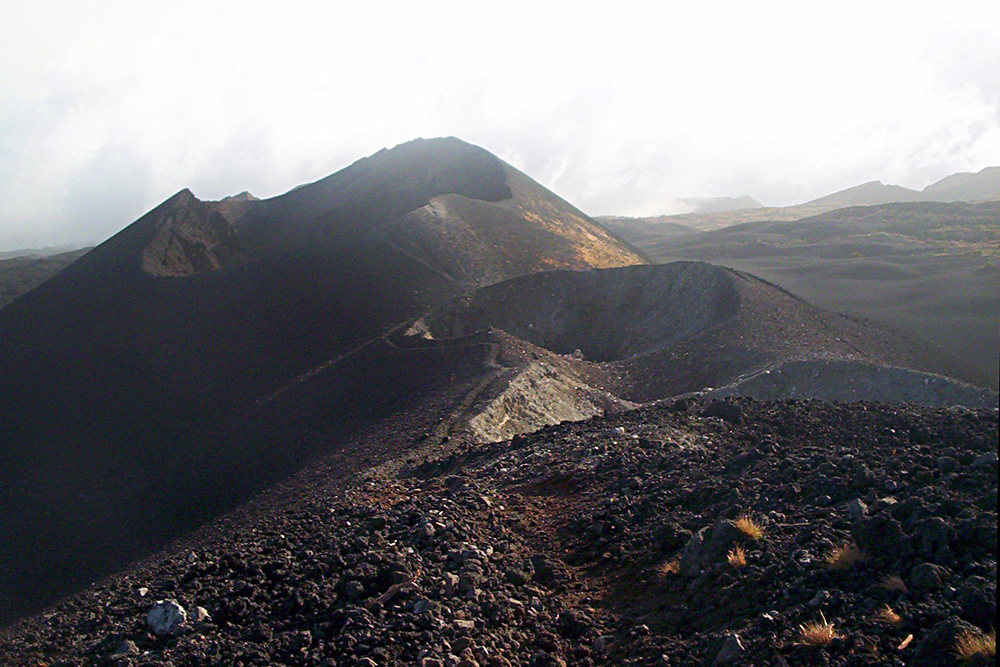
Mont Camerun

Mont Camerun és un volcà actiu, del tipus estratovolcà, del Camerun prop del golf de Guinea. També es coneix com a Fako (el nom d'un dels seus cims més alts) o pel nom natiu de Mongo ma Ndemi ("Muntanya de Grandesa").
És part de la zona d'activitat volcànica coneguda com a Línia volcànica del Camerun, que també inclou el Llac Nyos, on hi va haver un desastre el 1986. L'any 2000 va ser l'erupció més recent.

## Descripció

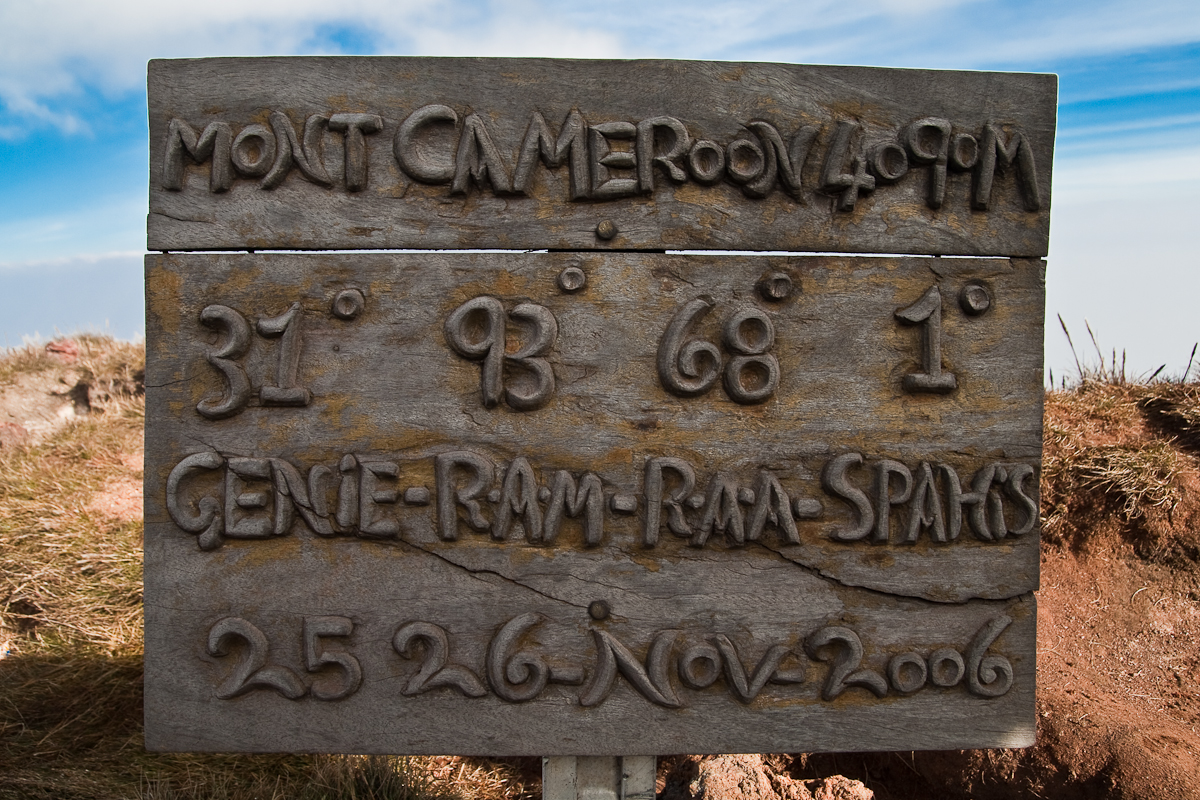
Cartell al cim

El mont Camerun és un dels volcans africans més alts i s'enlaira fins als 4.040 m d'altitud. Hi domina el basalt. Els cartaginesos ja en varen documentar una erupció al segle v aC.